# КК Алба Фехервар
КК Алба Фехервар (мађ. Alba Fehérvár) је мађарски кошаркашки клуб из Столног Београда. У сезони 2017/18. такмичи се у Првој лиги Мађарске и у ФИБА Лиги шампиона. 

## Историја
Клуб је основан 1949. године. У националном првенству освојио је пет трофеја. Победник Купа Мађарске био је четири пута.
У сезони 2013/14. такмичио се у Еврокупу, али је елиминисан већ у првој групној фази. У сезони 2016/17. био је учесник ФИБА Купа Европе.

## Успеси

### Национални
- Првенство Мађарске:
  - Првак (5): 1998, 1999, 2000, 2013, 2017.
  - Вицепрвак (3): 2006, 2011, 2016.

- Куп Мађарске:
  - Победник (4): 1999, 2000, 2013, 2017.
  - Финалиста (3): 2004, 2005, 2011.

## Познатији играчи
- Мартон Бадер
- Корнел Давид
- Мајкл Ли
- Велибор Радовић
- Адам Ханга